# Juan O'Donojú
Juan José Rafael Teodomiro de O'Donojú y O'Ryan (in inglese John O'Donoghue, in irlandese Eóin Ó Donnchadha; Siviglia, 30 luglio 1762 – Città del Messico, 8 ottobre 1821) è stato un politico e militare spagnolo, 62º Viceré della Nuova Spagna anche se non fu mai nominato tale da un re.

## Le sue origini
Di origini irlandesi, si arruolò giovanissimo nell'esercito spagnolo nel quale ebbe una buona carriera, arrivò ad ottenere il grado di tenente generale per meriti di battaglia.
Fu nominato Ministro della Guerra dalle Corti di Cadice e al ritorno di Ferdinando VII di Spagna per il suo impegno nella guerra contro la Francia venne nominato aiutante in campo del Re.
Era liberale, così quando nel 1820 venne ristabilita la Costituzione del 1812 gli venne offerta la Capitaneria Generale dell'Andalusia, dove dimostrò le sue grandi capacità per lo svolgimento di incarichi militari.

## In Nuova Spagna
Nel 1821 il governo spagnolo lo nominò capitano generale della Nuova Spagna e anche se non venne nominato ufficialmente Viceré della Nuova Spagna gli furono concessi tutti i privilegi che spettavano a questa carica.
Arrivò a Veracruz il 3 agosto del 1821 e li stesso prestò giuramento e ricevette gli onori come Viceré.
Apprese subito che quasi tutta la Nuova Spagna stava con Agustín de Iturbide.
Scoprì che le corti avevano deciso di concedere ai possedimenti spagnoli d'oltremare un po' di libertà, come stabilito nel Piano di Iguala, senza comunque smettere di appartenere alla Corona spagnola sotto ogni punto di vista, politico e amministrativo.
A Veracruz emise un proclama diretto al popolo della Nuova Spagna, nel quale manifestava i suoi principi liberali che aveva acquisito nelle logge massoniche; il suo arrivo fu celebrato da tutti i massoni del Messico.
Scrisse una lettera ad Agustín de Iturbide portata dal tenente colonnello Manuel Gual e dal capitano Pedro Pablo Vélez, invitandolo ad una conferenza in un luogo a sua scelta.
Accettata la proposta, venne scelta la città di Córdoba de Veracruz per la riunione. O'Donoju arrivò in un cocchio accompagnato dal colonnello Antonio López de Santa Anna, il giorno seguente si arrivò alla discussione con Iturbide, nella quale firmarono i trattati che portano il nome della città. Fu accettato con alcune piccole modifiche il Piano di Iguala, avendo la quasi certezza che nessun membro della Casa di Borbone accettasse la corona e che questa finisse proprio tra le mani di Iturbide.
I capi spagnoli non accettarono il contenuto del Trattato di Córdoba, destituendo l'autorità di O'Donojú e occupando militarmente le piazze di Città del Messico e Veracruz, la fortezza di san Carlo de Perote a Puebla e il castello di san Diego di Acapulco.
Bloccate le piazze si arresero, tranne a Veracruz. Il colonnello Antonio López de Santa Anna con le truppe attaccò il brigadiere García Davilla che con la sua guarnizione si era stabilito nel forte di San Juan de Ulúa nel porto di Veracruz.
Il generale don Francisco Novella si trovava praticamente assediato nella capitale dall'esercito delle tre garanzie al comando dei generali Vicente Guerrero e Nicolás Bravo.
O'Donojú semplicemente esigeva che fosse riconosciuta la sua autorità visto che il generale Novella non aveva alcun incarico legale, visto che aveva destituito il governo con una ribellione.

## Indipendenza del Messico
Il 13 settembre si concertò una riunione, vicino alla Villa de Guadalupe, tra Iturbide, O'Donojú e Novella dove decisero l'immediata sospensione delle ostilità. Il 15 settembre Novella riconobbe a O'Donoju come viceré e capitano generale della Nuova Spagna e dispose che le truppe spagnole abbandonassero la capitale messicana.
Quando le truppe spagnole si allontanarono, il brigadiere don José Joaquín de Herrera occupò il Castello di Chapultepec con la colonna dei granatieri e il giorno seguente il generale Vicente Filisola con 4.000 uomini entrò a Città del Messico.
Le truppe accampate in diversi luoghi fecero la loro entrata nella capitale del Messico formando una colonna capitanata da Agustín de Iturbide. Era giovedì 27 settembre 1821.
L'esercito trigarante era formato da 7.616 fanti, 7.755 cavalieri e 763 artiglieri con 68 cannoni.
Il giorno seguente venne installata una giunta provvisoria governativa composta da 34 persone, la quale dopo aver decretato l'Atto d'Indipendenza dell'Impero Messicano, nominò una reggenza composta da Agustín de Iturbide come presidente, da Juan O'Donojú come primo reggente, e Manuel de la Barcena, José Isidro Yánez e Manuel Velázquez de León rispettivamente come secondo, terzo e quarto reggente.
Così si consumava l'indipendenza del Messico.

## Morte
Juan O'Donojú, aveva 59 anni, soffriva di una malattia polmonare quando l'8 ottobre 1821 morì a Città del Messico, e venne sepolto con tutti gli onori dei Viceré della Nuova Spagna nella Cattedrale di Città del Messico.